# Sint-Carolus Borromeuskerk (Sint-Jans-Molenbeek)
De Sint-Carolus Borromeuskerk (ook: Sint-Karelkerk; Frans: Église Sint-Carolus Borromeus) is een kerkgebouw te Sint-Jans-Molenbeek, gelegen aan Karreveldlaan 13.
De kerk werd als eenbeukige kerk gebouwd in 1917, doch ze werd in 1937 uitgebreid met koor en dwarspand. Het bakstenen gebouw heeft een in- en uitgezwenkte voorgevel met een kleine dakruiter in de top. De viering wordt gedekt door een achtkante koepel en rechts van de kerk is een ranke, ronde toren.
Het interieur kenmerkt zich door schoon metselwerk.